# Andrei Nikolajewitsch Saweljew

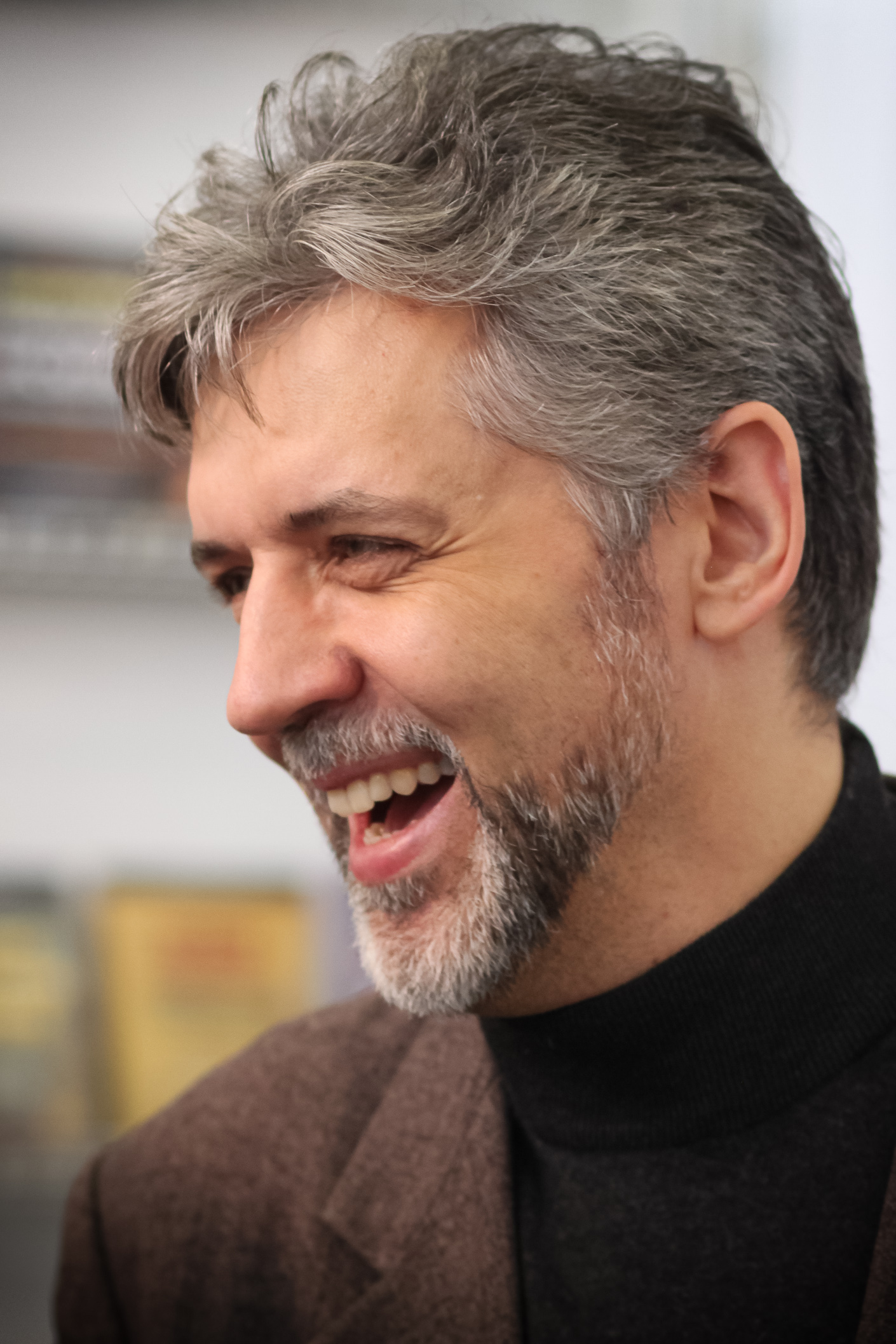
Andrei Nikolajewitsch Saweljew

Andrei Nikolajewitsch Saweljew (russisch Андре́й Никола́евич Саве́льев; * 8. August 1962 in Swobodny, Oblast Amur, RSFSR, Sowjetunion) ist ein russischer Politiker, Schriftsteller, Buchautor und Doktor der Politikwissenschaften. Zwischen 2003 und 2007 saß er als Abgeordneter für die nationalkonservative Partei Rodina in der russischen Staatsduma.

## Leben
Saweljew absolvierte 1985 die molekulare und chemische Physik im Moskauer Institut für Physik und Technologie. Anschließend und bis 1990 arbeitete er im Institut für chemische Physik in der Akademie der Wissenschaften der UdSSR. 1990 schloss er die Aspirantur ab und bekam den wissenschaftlichen Grad im Fachbereich physikalische Chemie. 
1993 durchlief Saweljew zwei Vorbereitungskurse an der Staatlichen Juristischen Kutafin Universität in Moskau. Ein Jahr später absolvierte er Fortbildungskurse als Aktienhändler. 
Die politische Tätigkeit begann Saweljew im Jahr 1992, als er gemeinsam mit Dmitri Olegowitsch Rogosin die sogenannte Union der Wiedergeburt Russlands gegründet hatte. Diese parteiübergreifende Struktur hatte zum Ziel, die russischen Christdemokraten, Militärs und rechte Sozialdemokraten zu vereinen. Von 1990 bis 1995 war er als Direktor des öffentlichen Zentrums im Moskauer Stadtrat tätig. Nach der Auflösung dieser Behörde betätigte sich Saweljew bis 1998 als Analytiker im Sozialpolitischen Zentrum Russlands in Moskau.
Von 1999 bis 2003 war Saweljew persönlicher Berater von Rogosin in seiner Position als Vorsitzender des Ausschusses der Staatsduma für internationale Beziehungen und Sonderbeauftragter des russischen Präsidenten in Kaliningrad.
Im Dezember 2003 ließ sich Saweljew in die Duma der vierten Einberufung wählen und gehörte hier der Fraktion Rodina an. Diese verließ er jedoch, nachdem die Partei 2006 ideologisch neu ausgerichtet und in „Gerechtes Russland“ umbenannt wurde.  
Im Januar 2005 gehörte Saweljew zu den 20 Duma-Abgeordneten, die die sogenannten „5000 Briefe“ initiiert hatten. Darin verlangte er von der Generalstaatsanwaltschaft der Russischen Föderation, sämtliche jüdische Organisationen des Landes wegen der angeblichen Verbreitung der Misanthropie zu verbieten. Sein Buch „Kann der Kongress der russischen Gemeinschaften Russland russifizieren?“ («Сможет ли Конгресс Русских Общин русифицировать Россию») ist in die Föderalliste extremistischer Materialien aufgenommen worden. 
Auf dem Gründungsparteitag der ultrarechten politischen Partei „Großrussland“ im Mai 2007 wurde Saweljew zu deren Vorsitzenden gewählt. Doch bis heute bleibt der Partei eine staatliche Registrierung verwehrt.

## Sonstiges
Saweljew ist Vorsitzender des international agierenden Fonds "Russisches Informationszentrum". Er ist Autor von mehr als 300 wissenschaftlichen und journalistischen Artikel und gilt als einer der stärksten Kritiker der Politik von Wladimir Putin.

## Privates
Saweljew ist verheiratet und hat zwei Söhne.